# Verkiezingen voor het Europees Parlement 2019/Kandidatenlijst/GroenLinks
De kandidatenlijst voor de Europese Parlementsverkiezingen 2019 van de lijst GROENLINKS (lijstnummer 8) is na controle door de Kiesraad als volgt vastgesteld:
1. Eickhout B. (Bas) (m), Utrecht
2. Strik M.H.A. (Tineke) (v), Oosterbeek
3. Van Nistelrooij E.A. (Eline) (v), Shanghai (CN)
4. Koch D.J. (Dirk-Jan) (m), 's-Gravenhage
5. Klok S. (Sabine) (v), Brussel (BE)
6. Groen R.J. (Jasper) (m), Amsterdam
7. Van Sparrentak K. (Kim) (v), Rotterdam
8. Chan M. (Sander) (m), Keulen (DE)
9. Vergeer J. (Jeroni) (v), Amsterdam
10. Hofemann C. (Claudia) (v), Delft
11. Brunklaus P.M. (Patricia) (v), Raamsdonk
12. Van Oosterhout A.S. (Sjoukje) (v), Londen (GB)
13. Roijackers H.I. (Hagar) (v), 's-Hertogenbosch
14. Van der Vegt M. (Mieke) (v), Utrecht
15. Rikkert S.J.H. (Sylvana) (v), Zwolle
16. Meliani T. (Touria) (v), Amsterdam
17. Pollux M.P.A.G. (Marij) (v), Venlo
18. Chakor G. (Glimina) (v), Groningen
19. Bouwkamp C.C. (Cathelijne) (v), Arnhem
20. Sargentini J. (Judith) (v), Amsterdam

Democraten 66 (D66) ·
CDA-Europese Volkspartij · 
PVV (Partij voor de Vrijheid) ·
VVD · 
SP (Socialistische Partij) ·
P.v.d.A./Europese Sociaaldemocraten ·
ChristenUnie-SGP ·
GROENLINKS ·
Partij voor de Dieren ·
50PLUS ·
JEZUS LEEFT ·
DENK ·
De Groenen ·
Forum voor Democratie ·
vandeRegio & Piratenpartij ·
Volt Nederland